# 五島市立崎山小学校
五島市立崎山小学校（ごとうしりつ さきやましょうがっこう）は、長崎県五島市下崎山町にあった公立小学校。略称「崎小」。
2024年（令和6年）3月末をもって閉校し、五島市立福江小学校へ統合された。

## 概要
歴史
1874年（明治7年）創立。2024年（令和6年）3月末をもって閉校し、150年の歴史に幕を閉じた。

校章
地元のシンボルとなっている鬼岳（山）と羽ばたく鳥の姿を組み合わせ、中央に校名の「崎小」の文字（縦書き）を置いている。
校歌
現校歌は1971年（昭和46年）に制定。作詞は田口照子、作曲は高萩保宏による。歌詞は3番まであり、2番に校名の「崎山」が登場する。1番の歌詞中に登場する「ホマーテ」とはドイツ語で「火砕丘（かさいきゅう）」、「臼状火山（きゅうじょうかざん）」のことを表す。ここでは地元の山「鬼岳」（おにだけ、標高315m）を指している。
校区
住所表記で五島市の後に「下崎山町、上崎山町、向町、長手町」が続く地区。中学校区は五島市立崎山中学校。

## 沿革
旧・崎山小学校
- 1871年（明治4年）- 廃藩置県により福江県に属することとなる。福江県は間もなく長崎県に編入される。
- 1872年（明治5年）7月 - 学制が頒布される。
- 1874年（明治7年）5月17日 - 民家を借用して「第五大学区第五中学区長崎県管下松浦郡崎山小学校」が開校。
  - 長手と赤島に分校を設置。初代校長に北川水壽衛が就任。
- 1878年（明治11年）- 郡制の施行により、松浦郡は東西南北の4郡に分割され南松浦郡に属することとなる。学区は南松浦郡福江部に属する。
- 1880年（明治13年）- 教育令の施行により、「崎山学区公立下等崎山小学校」に改称。
- 1884年（明治17年）1月 - 「崎山学区公立中等崎山小学校」に改称。
- 1886年（明治19年）9月 - 小学校令の施行により、尋常科を設置の上「尋常崎山小学校」に改称。修業年限を4年とする。
  - 同時に赤島分校と長手分校は分離しそれぞれ「簡易赤島小学校[2]」・「簡易長手小学校」として独立。
  - この年、福江村に長崎県第十八高等小学校が設置される。
- 1889年（明治22年）4月 - 町村制の施行により、南松浦郡崎山村立の小学校となる。
- 1893年（明治26年）
  - 4月 - 小学校令の改正により「崎山尋常小学校」に改称（「尋常」の位置が変わる）。
  - 5月 - 補習科（修業年限2年）を併置。
  - 7月 - 福江村にあった長崎県第十八高等小学校が廃止される。
  - 11月 - 廃止された第十八高等小学校に代わり、五ヶ村[3]組合立福江高等小学校が開校。
- 1899年（明治32年）
  - 3月 - 福江高等小学校を運営する組合から脱退。
  - 4月 - 高等科を併置し「崎山尋常高等小学校」に改称（尋常科4年・高等科4年）。校舎を増築。
- 1900年（明治33年）4月 - 児童数の増加により、崎山村役場内に分教場を開設。
- 1903年（明治36年）- 尋常科3・4年の女児を対象に裁縫科の教授を開始。
- 1904年（明治37年）- 尋常科において唱歌科、高等科において農業科の教授を開始。
- 1906年（明治39年）4月 - 奉安所を設置。
- 1908年（明治41年）4月 - 小学校令の改正により、義務教育年限（尋常科の修業年限）が4年から6年に延長される。
  - 修業年限が「尋常科4年・高等科4年」から「尋常科6年・高等科2年」に変更される。
  - 旧高等科1年を尋常科5年に、旧高等科2年を尋常科6年に、旧高等科3年を高等科1年に、旧高等科4年を高等科2年に振り替える。
- 1917年（大正6年）8月 - 3教室を増築。
- 1918年（大正7年）5月 - 高等科に進学しない生徒を対象として「崎山実業補習学校」（修業年限2年）を併置。
- 1925年（大正14年）4月 - 尋常科10学級、高等科1学級（複式）となる。
- 1926年（大正15年）2月 - 児童出席奨励区（11区）を設定。
- 1927年（昭和2年）4月 - 隣接する小学校2校とともに3校合同運動会を実施。
- 1929年（昭和4年）11月 - 天皇・皇后のご真影を保管する奉安所を設置。
- 1930年（昭和5年）5月 - 校歌（旧校歌）を制定。作詞は大井広、作曲は原格太郎による。
- 1931年（昭和6年）10月 - 全五島小学校角力大会において優勝。1935年（昭和10年）まで5回連続優勝。
- 1932年（昭和7年）6月 - 児童の時間観念養成のために、正午に寺鐘を鳴らし始める。
- 1933年（昭和8年）6月 - 午後5時にも寺鐘を鳴らし始める。
- 1935年（昭和10年）- 母の会が発足。青年学校令の施行により、併設の崎山実業補習学校が「崎山青年学校」となる。
- 1938年（昭和13年）12月 - 二宮尊徳像を設置。後に戦争のために金属供出される。
- 1941年（昭和16年）4月1日 - 国民学校令の施行により、「崎山村崎山国民学校」に改称。尋常科を初等科に改める（初等科6年・高等科2年）。
- 1947年（昭和22年）4月1日 - 学制改革（六・三制の実施）が行われる。
  - 旧・崎山国民学校の初等科が改組され、「崎山村立崎山小学校」となる。
  - 旧・崎山国民学校の高等科と青年学校の普通科が改組され、崎山村立崎山中学校（新制中学校）となり、当面の間小学校に併設される。
- 1948年（昭和23年）9月21日 - PTAが発足。
- 1952年（昭和27年）12月 - 木造新校舎が完成。
- 1954年（昭和29年）4月1日 - 町村合併・市制施行により、「福江市立崎山小学校」に改称。
- 1957年（昭和32年）11月 - 2教室を増築。
- 1965年（昭和40年）2月 - ミルク給食を開始。
- 1970年（昭和45年）3月31日 - 長手小学校との統合により一旦閉校。ただし統合校舎完成までの間は「崎山校舎」として使用が継続される。

旧・長手小学校
- 1874年（明治7年）5月17日 - 崎山小学校 長手分校として開校。分校長には藤原賜が就任。
- 1886年（明治19年）9月 - 小学校令の施行により崎山小学校から分離し「簡易長手小学校」として独立。
- 1892年（明治25年）10月 - 「尋常長手小学校」に改称。
- 1893年（明治26年）4月 - 「長手尋常小学校」に改称。
- 1900年（明治33年）2月 - 長手神社南側に校舎を新築。
- 1915年（大正4年）4月 - 教室の完成により尋常科5・6年生の児童を収容。
  - 1908年（明治41年）4月に尋常科の修業年限が6年とされたが、長手小学校では教室不足のため尋常科5・6年の児童を収容することが困難であった。よって尋常科5・6年生は崎山小学校に通学するという暫定的な措置をとっていた。
- 1918年（大正7年）5月 - 長手郷303番地に新校舎が完成。
- 1929年（昭和4年）4月 - 校舎を増築。運動場を新設。
- 1941年（昭和16年）4月1日 - 国民学校令の施行により、「崎山村長手国民学校」に改称。尋常科を初等科に改める（初等科6年のみ）。
- 1947年（昭和22年）4月1日 - 学制改革（六・三制の実施）により「崎山村立長手小学校」に改称。
- 1950年（昭和25年）9月 - 運動場を拡張。
- 1954年（昭和29年）
  - 4月1日 - 町村合併・市制施行により「福江市立長手小学校」に改称。
  - 8月 - 木造新校舎が完成。
- 1962年（昭和37年）4月 - パン・ミルク給食を開始。
- 1963年（昭和38年）4月 - 完全給食を開始。
- 1970年（昭和45年）3月31日 - 崎山小学校との統合により閉校（96年の歴史に幕を下ろす、最終所在地:北緯32度40分32.2秒 東経128度52分20.0秒）。
  - ただし統合校舎完成までの間は「長手校舎」として使用が継続される。
  - 校舎の跡地は現在「五島市長手スポーツセンター」（公共スポーツ施設）となっている。

統合・崎山小学校
- 1970年（昭和45年）4月1日 - 上記が統合され、（新）「福江市立崎山小学校」となる。
  - 統合校舎完成までの間、旧2校の校舎を「崎山校舎」・「長手校舎」として使用を継続。創立年は旧崎山小学校の1874年（明治7年）を継承する。
- 1971年（昭和46年）- 鉄筋コンクリート造3階建ての新校舎（統合校舎）が完成し移転。旧2校の校舎を廃止。新校歌を制定。完全給食を開始。
- 1976年（昭和51年）5月11日 - 創立100周年（統合5周年）記念式典を挙行。
- 1977年（昭和52年）10月 - 米飯給食を開始。
- 1991年（平成3年）3月3日 - プールが完成。
- 1992年（平成4年）3月 - 多目的ホールが完成。
- 2004年（平成16年）8月1日 - 市町村合併により、「五島市立崎山小学校」（現校名）へ改称。
- 2024年（令和6年）3月31日 - 五島市立福江小学校への統合により、閉校。

## 交通アクセス
最寄りのバス停
- 五島自動車（五島バス）「崎山中学校前」バス停

最寄りの道路
- 長崎県道165号大浜福江線

## 周辺
- 五島市立崎山中学校
- 崎山郵便局

## 参考資料
- 「福江市史 上巻」（1995年（平成7年）3月31日, 福江市）第3編 教育・文化、第2章 学校教育、第2節 学校の沿革と現況 p. 376